# Riksguardie
En riksguardie var en ämbetsman med vissa kontrolluppgifter vid ett myntverk. I Sverige är ämbetet känt sedan 1594. Riksguardien hade utom sin befattning vid myntverket, där han företrädde Kronans intressen gentemot myntmästaren, uppsikt över mått och mål i riket.